# Saitis imitata
Saitis imitata är en spindelart som först beskrevs av Simon 1868.  Saitis imitata ingår i släktet Saitis och familjen hoppspindlar. Inga underarter finns listade i Catalogue of Life.